# العروس البغيضة
العروسة البغيضة حلقة خاصة من البرنامج التلفزيوني البريطاني شيرلوك. بُثَّت الحلقة على بي بي سي الأولى وبي بي إس والقناة الأولى في 1 يناير 2016. وهي تصور شخصيات المسلسل في جدول زمني بديل: إعداد عصر لندن الفيكتوري للقصص الأصلية التي كتبها آرثر كونان دويل. العنوان مبني على الاقتباس «ريكوليتي من القدم الحنفاء وزوجته البغيضة» من «وصية عائلة موسغريف» (1893)، والتي تشير إلى قضية ذكرها هولمز. تعتمد القصة أيضًا على عناصر من قصص كونان دويل الأصلية لشرلوك هولمز مثل: «بذور البرتقال الخمس» (1891) و«المشكلة الأخيرة» (1893).
حصلت الحلقة على جائزة برايم تايم إيمي لأفضل فيلم تلفزيوني، وهي أول فوز من المسلسل في تلك الفئة.

## طاقم التمثيل
- بيندكت كامبرباتش بدور شيرلوك هولمز
- مارتن فريمان بدور د. جون واتسون
- أونا ستابس بدور سيدة هندرسون
- روبرت غريفز بدور المفتش ليستراد
- مارك جاتس بدور مايكروفت هولمز
- آندرو سكوت بدور بروفيسور جيمس مورياتي
- لويز بريلي بدور مولي هوبر
- أماندا أبينجتون بدور ماري واتسون
- جوناثان آريز بدور أندرسون
- ياسمين أكرم بدور جانين دونليفي
- ديفيد نليست بدور ستامفورد
- كاثيرين مككورماك بدور سيدة كارمايكل
- تيم مكلنيرني بدور السيد يوستاس كارمايكل
- ناتاشا أوكيف بدور إميليا ريكوليتي
- تيم بارلو بدور وايلدر
- جيرالد كيد بدور توماس ريكوليتي
- ستيفن هايم بدور جين